# Improphantes pamiricus
Espèce
Synonymes
- Lepthyphantes pamiricus Tanasevitch, 1989

Improphantes pamiricus est une espèce d'araignées aranéomorphes de la famille des Linyphiidae.

## Distribution
Cette espèce est endémique du Tadjikistan.

## Description
Le mâle holotype mesure 2,13 mm.

## Étymologie
Son nom d'espèce lui a été donné en référence au lieu de sa découverte, le Pamir.

## Publication originale
- Tanasevitch, 1989 : The linyphiid spiders of Middle Asia (Arachnida: Araneae: Linyphiidae). Senckenbergiana Biologica, vol. 69, p. 83-176.